# Kretek (Rowokele)
Kretek is een bestuurslaag in het regentschap Kebumen van de provincie Midden-Java, Indonesië. Kretek telt 2859 inwoners (volkstelling 2010).